# Curt Söderberg

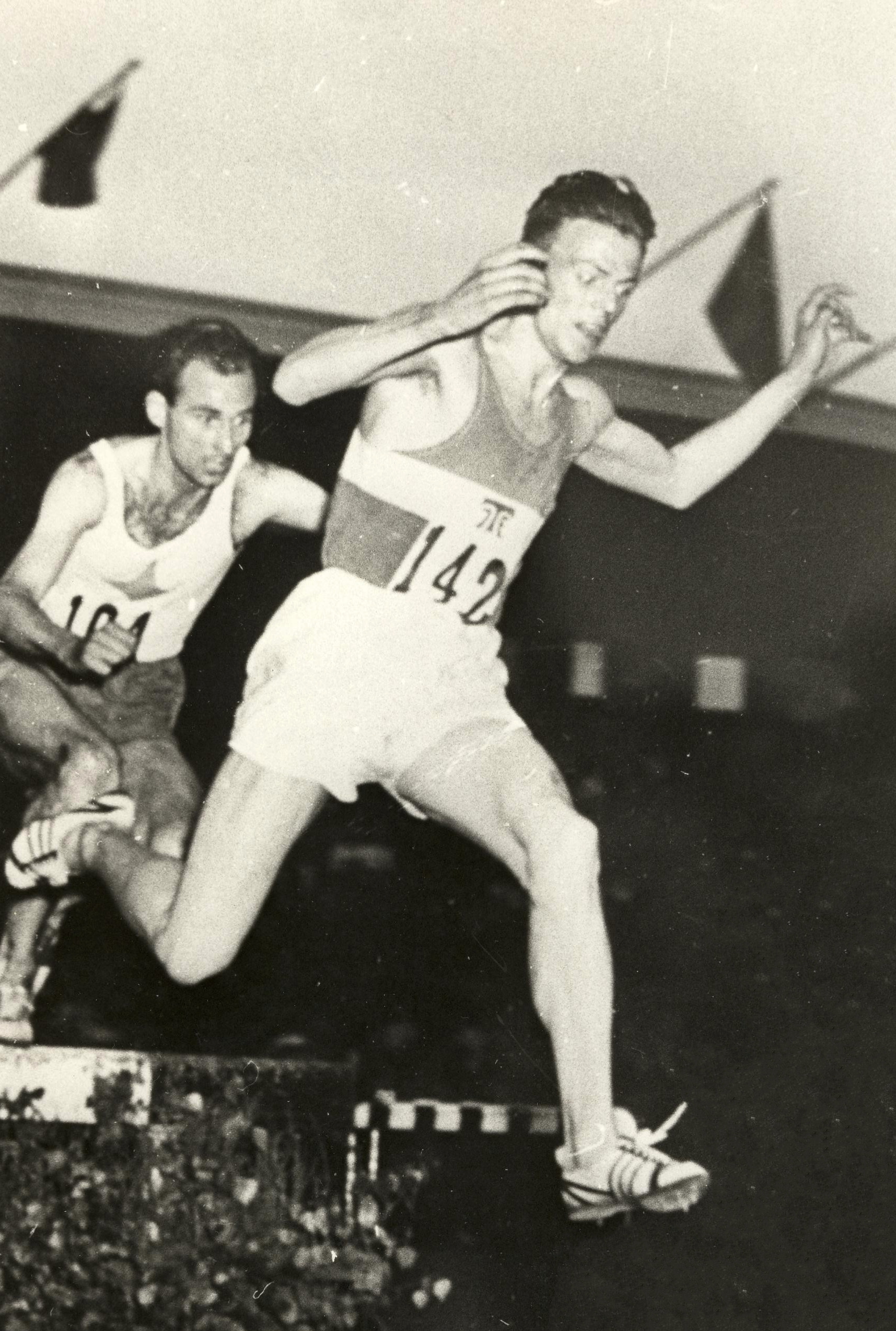
Curt Söderberg, 1952

Curt Söderberg (Curt Erik Valdemar Söderberg; * 19. Januar 1927 in Sollentuna; † 1. September 2010 ebd.) war ein schwedischer Hindernisläufer.
Über 3000 Meter Hindernis wurde er bei den Europameisterschaften 1950 in Brüssel Siebter und bei den Olympischen Spielen 1952 in Helsinki Fünfter. Bei den Europameisterschaften 1954 in Basel schied er im Vorlauf aus.
Fünfmal wurde er Schwedischer Meister über 3000 Meter Hindernis (1949, 1950, 1953–1955) und einmal im Crosslauf (1954). Seine persönliche Bestzeit über 3000 Meter Hindernis von 8:52,8 min stellte er am 14. August 1954 in Stockholm auf.